# Would You Be Happier?
"Would You Be Happier?" er en sang af det keltiske folkrockband The Corrs. Den blev udgivet i 2001 som den første single fra opsamlingsalbummet Best of The Corrs, der blev udgivet få uger senere.
B-siden på singlen, "The Long and Winding Road", er en coverversion af The Beatles' sang fra 1970.
Singlens opnåede sin højeste placering som #10 i New Zealand, mens den nåede #14 på UK Singles Chart og #26 på Irish Singles Chart. En liveudgave, der blev optaget i begyndelsen af 2002, blev efterfølgende udgivet som single i USA, hvor den nåede #30 på U.S. Adult Contemporary.

## Spor
1. "Would You Be Happier" – 3:25
2. "Would You Be Happier (Alternativt mix)" – 3:33
3. "The Long and Winding Road (Live)" – 2:58

Track 3 er ikke med på nogle udgaver.
Den forbedrede version indeholder promo videoen.

## Musikvideo
Lidt i stil med musikvideoen til den foregående single "All The Love In The World", lader denne video The Corrs leje med deres roller, men i mere udpræget grad. Konceptet for videoen er, at nogle ukloge pladeselskabsledere vil have bandet til at ændre deres image. Så de kan ses som en form for Destiny's Child-klon, i en KISS-lignende glam rockoutfit, og endelig som nogle skræmmende trash punkere.
Inspirationen til videoen kom fra en samtale som Andrea havde med instruktøren Dani Jacobs om at forklæde pigerne som "fede fyre" som er stereotypen for en road manager. Selvom dette aldrig blev til den endelige video bliver ideen med at klæde sig ud brugt.
Under optagelserne, som fandt sted i Sydney i september 2001, havde instruktøren Jacobs to kamerahold, der filmede The Corrs under deres make-up og generalprøve i garderoben. En del af dette materiale endte med at blive en del af videoen. Jacobs har udtalt at"The Corrs had the most fun I have ever seen them having on a video shoot."

## Hitlister
| Hitliste                        | Højeste placering |
| ------------------------------- | ----------------- |
| Australian ARIA Singles Chart   | 47                |
| French Singles Chart            | 61                |
| German Singles Chart            | 81                |
| Irish Singles Chart             | 26                |
| Netherlands Mega Single Top 100 | 39                |
| New Zealand Singles Chart       | 10                |
| Swedish Singles Chart           | 58                |
| Swiss Singles Chart             | 36                |
| UK Singles Chart                | 14                |

## Live version
Den 2.5 januar 2002 optrådte The Corrs med "Would You Be Happier" til en koncert i Dublin, der blev optaget og udgivet på livealbummet VH1 Presents: The Corrs, Live in Dublin senere samme år. Sangen blev udgivet som single i USA.

### Spor
- CD

1. "Would You Be Happier? (Radioversion)" – 3:24
2. "Would You Be Happier? (Original studieversion)" – 3:22

### Musikvideo
Musikvideoen til liveudgaven af "Would You Be Happier?" er sammensat af optagelser fra deres optræden i Dublin.

### Hitlister
| Hitlister               | Højeste placering |
| ----------------------- | ----------------- |
| U.S. Adult Contemporary | 30                |